# 蔡丁貴
蔡丁貴（台羅：Tshuà Ting-kuì，1949年3月24日—）是臺灣高雄人，生於高雄縣岡山區彌陀鄉蚵子寮（今屬高雄市梓官區），現為國立臺灣大學土木工程學系水利組榮譽教授，專長為海岸工程、計算水力學、地下水水力學，同時身兼公投護台灣聯盟總召集人，政治上主張「台灣獨立建國」，並出任自由台灣黨創黨黨主席，2018年5月18日表示為守護台灣清淨國土願化身八家將。

## 簡介
1982年取得美國康乃爾大學環境工程博士，1983年至1990年擔任美國雪城大學助理教授、副教授，並取得美國居留權的綠卡。於1990年返回台灣在國立台灣大學土木工程學系任教，並取得美國國籍。
2002年應陳水扁的中央政府邀請進入游錫堃內閣，並放棄美國國籍，於2002年至2005年分別擔任行政院研究發展考核委員會副主任委員、行政院環境保護署副署長。
之後進入台灣教授協會、公投護台灣聯盟，投身社會運動，致力於公投、集會遊行法、台灣獨立運動等議題。

## 從政經歷
1993年，受當時擔任台北縣縣長尤清之邀擔任機要祕書兼國宅局局長，但不到2個月時間，被《中國時報》記者揭露具雙重國籍，因不願放棄美國籍，而重返台大任教。
2002年至2004年，擔任行政院研究發展考核委員會副主任委員。
2003年8月16日，隨內政部長余政憲前往南沙群島的太平島。
2004年5月18日，行政院宣布內閣人事名單，蔡丁貴由研考會副主委轉任行政院環境保護署副署長。

## 參與社會運動

### 任台灣教授協會會長時期
2007年7月15日，與台灣教授協會和908台灣國運動昨舉辦解嚴紀念活動，在中正紀念堂（台灣民主紀念館）前演出行動劇，並拉起布條呼籲移除蔣介石銅像，落實心靈解嚴。台教會會長蔡丁貴說：「台灣除政治解嚴，心靈也要解嚴。」
2008年10月25日，絕食抗議「公投法不公」並表示：台灣人一定要覺醒，不但要修公投法護民權，也呼籲民眾下周一同向中國海協會長陳雲林嗆聲，要讓台灣人的聲音勇敢發出來。而後共絕食12天又4小時。

#### 李慶安雙重國籍事件
2009年1月9日，台灣教授協會會長蔡丁貴、民進黨台北市議員顏聖冠等，帶領上百名民眾到立法院前，升起「立院瀆職、人民制裁」大氣球，包圍立法院，抗議李慶安雙重國籍案。中國國民黨立法院黨團書記長張碩文表示，台灣教授協會會長蔡丁貴任職行政院研究發展考核委員會與行政院環境保護署期間具有雙重國籍，並涉嫌鼓動民眾聚眾滋事，違反《集會遊行法》，要求蔡丁貴要向全民道歉、也應登報向立法院道歉。蔡丁貴受訪表示，2002年他擔任研考會副主委時，已依規定于就職時簽署放棄雙重國籍聲明並在一年內完成放棄手續，他在擔任公職期間沒有雙重國籍。

### 任公投護台灣聯盟總召集人時期
2009年1月12日，蔡丁貴說，陳水扁新書《台灣的十字架》「重要的內容」就是：「要放棄中華民國體制，跳脫這樣的束縛！」
2009年5月10日深夜，步行抵達苗栗縣。11日，在通霄、後龍及竹南3鎮遊行，並在竹南鎮慈裕宮演講，呼籲縣民踴躍參加民主進步黨517嗆馬保台大遊行，抗議馬政府執政1年的荒腔走板政績。
2009年5月17日，蔡丁貴率領公投護台灣聯盟組成517嗆馬保台大遊行「獨立、建國、挺扁」第五大隊，04月22日從屏東出發，以行腳方式由南往北挺進，5月17日在台北會師
2009年6月24日，公投護台灣聯盟及台灣北社、台灣中社、台灣南社等挺扁團體昨召開記者會，呼籲大法官會議儘速對台北地方法院換扁案法官的釋憲案作出結果。蔡丁貴揚言，將在7月25日率大批民眾去台北地方法院迎接陳水扁，若法院不釋放陳水扁，他們絕對會讓承審法官蔡守訓回不了家。。
2009年12月20日，蔡丁貴率領公投護台灣聯盟硬闖管制區，被警方噴辣椒水。由於辣椒水是員警私自攜帶與規定不符，因此遭指控執法過當的員警事後被記小過懲處，同時調離整個江陳會活動現場。
2010年1月27日，蔡丁貴因主張廢除《集會遊行法》不斷上街頭抗議，遭檢警開罰新台幣七十八萬元，他用三輪車載運兩大箱硬幣到警局，數萬枚硬幣讓警方傻眼，經調來數幣機數了九小時才點完。警員抱怨：「快被叮叮噹噹的數幣聲搞聾了。」
2010年3月22日，蔡丁貴到台中地檢署接受調查時，對於2009年12月22日抗議陳雲林事件表示：「當初（台中市長）胡志強明明說大家可以表達不同意見，為何又抓我們、又噴辣椒水？」，並且因妻子黃春玉被警方用防狼噴霧器噴灑辣椒水制止驅離時噴到眼睛導致雙眼化學性結膜炎，對警方提出告訴。
2013年2月18日上午，蔡丁貴帶領十多位支持者來到民主進步黨中央黨部與小英教育基金會，要求民進黨必須於元宵節（本月24日）前提出具體的救扁作法；否則，只要民進黨主席蘇貞昌與前民進黨主席蔡英文出現在公開場合，他們將向蘇貞昌與蔡英文丟鞋抗議。蔡丁貴說，扁案是政治迫害，民進黨必須勇敢說出「扁案是政治迫害」，否則民進黨就是政治迫害的共犯、並出賣陳水扁。蔡丁貴還說，人民的憤慨是擋不住的，他們都敢向馬英九丟鞋了，當然敢向「小小一個民進黨」的政治人物丟鞋。民進黨副秘書長李俊毅出面接見蔡丁貴。
2013年3月3日，公投護台灣聯盟在台北榮總中正樓大廳舉辦為陳水扁祈福活動，約40多位挺扁民眾參加。蔡丁貴致辭時透露，昨天他在台灣高鐵車站巧遇副總統吳敦義，且他與吳敦義剛好坐在同一車廂，因他身穿「扁案政治迫害」T恤，吳敦義的隨扈隨時緊盯他；但他還是去向吳敦義打招呼，並說：「副總統，何時把扁放出來？」蔡丁貴說，吳敦義雖然回應都有關心陳水扁的健康，但強調「那不是我一個人能決定的」；於是他對吳敦義說「這是馬英九才能決定的」，吳敦義回說：「沒啦！沒啦！」蔡丁貴稱讚，雖然吳敦義被蔑稱「白賊義」，但吳敦義昨天的說法「很老實」。
2013年4月29日，蔡丁貴、台灣國臨時政府總召集人沈建德、台灣客社社長張葉森、台灣北社秘書長李川信、908台灣國運動總會長王獻極等20位台獨人士赴日本交流協會台北事務所遞交給日本首相安倍晉三的信函，宣稱：日本根據《舊金山和約》重獲獨立，台灣迄今仍被中華民國占領，曾經是台灣殖民母國的日本有責任與義務幫助台灣爭取主權地位。

#### 孫文銅像推倒
2014年2月22日，公投護台灣聯盟兩百多人到台南市湯德章紀念公園，把尼龍繩套在孫文銅像頸部，十多人合力強行拉下銅像，之後聯盟總召蔡丁貴被警方依妨害公務罪查辦。

#### 太陽花學運
蔡丁貴支持太陽花學運，強烈反對服貿協議，並對太陽花學運的參與者做出許多幫助。

#### 411包圍中正第一分局事件
2014年4月9日，台北市警局以公投盟多次違反《集會遊行法》及妨害公務等規定，廢止該團體原申請核准的合法集會，還強調未來公投盟申請的集會遊行也將「通通不准」。律師胡博硯認為，警方如此作法已經侵害了人民的基本權利，「這就好像說某人過去會翻牆，就認定他未來也會翻牆，所以從現在起不准他站在牆邊」、「用過去的事實剝奪某人或某個團體未來依法應享有的權利，不但不合理，也不合法。更何況，人家還沒申請你就預告不會同意，不用講憲法啦，《集遊法》也沒有這個規定！」
2014年4月11日早上，警方以公投盟申請之路權無效為由，強制驅離立法院圍牆內群眾，蔡丁貴憤而衝向中山南路慢車道，企圖癱瘓交通，遭機車擦撞，差點遭遊覽車輾過。台灣教授協會會長呂忠津表示，他中午前往台大醫院探視蔡丁貴，在病床邊呼喊蔡丁貴的名字，但蔡並無任何回應，在擔心打擾蔡休養的情況下，不到10分鐘便離開。民主進步黨台北市議員高嘉瑜批評，台北市警局中正一警分局長方仰寧片面廢止公投盟的集遊權，已違法違憲，提言追究警方的違法違憲責任。方仰寧表示，公投盟召集人蔡丁貴今年4月3日、6日、7日分別在立法院周邊阻礙立委及官員進出立院、在總統官邸及行政院周邊違法集遊，才依《集遊法》取消其至4月19日在立院周邊的集遊權，「這是我的職責」。方也強硬表示，蔡已申復，將由北市警局受理；往後蔡再申請集遊，他也不會同意；若因此衍生違法違憲之責，他不會逃避。當天晚上，因中正第一分局宣布「對於（公投盟）日後所申請之集會不予許可」，群眾包圍台北市警局中正一分局，力挺蔡丁貴，要求警方返還路權。台北市長郝龍斌及市警局表示，不會在調查報告沒出來前，在群眾壓力下，就任意要求執法的同仁下台，包括方仰寧在內。郝龍斌認為，若讓對方就這樣請辭，以後人人都可以當審判者，並不符合社會期待。台北市長參選人柯文哲表示，要為這命令負責的應該不是方仰寧、而是更高層級者，他很討厭這種找替死鬼的高層。

#### 聲援林義雄「核四停建」禁食行動
2014年4月17日，前民進黨主席林義雄宣布將展開無限期禁食，訴求停建核能四廠；公投護台灣聯盟總召集人蔡丁貴為了替前民進黨主席林義雄禁食活動聲援，4月18日號召在立法院22日召開院會時，包圍立法院。
2014年4月22日，由蔡丁貴號召的包圍立院行動，多次與警方爆發衝突。晚間10時15分，蔡丁貴帶頭推拒馬，警方帶走蔡丁貴等人，並舉牌警告，呼籲群眾勿再推拒馬。23日零時5分，警方讓醫護人員和律師穿越拒馬，探視蔡丁貴狀況。警方隨後依妨害公務和毀損等罪嫌逮捕蔡丁貴等人，23日凌晨檢察官在仁愛派出所複訊後，諭令蔡丁貴限制住居。

#### 聲援反台南鐵路東移自救會

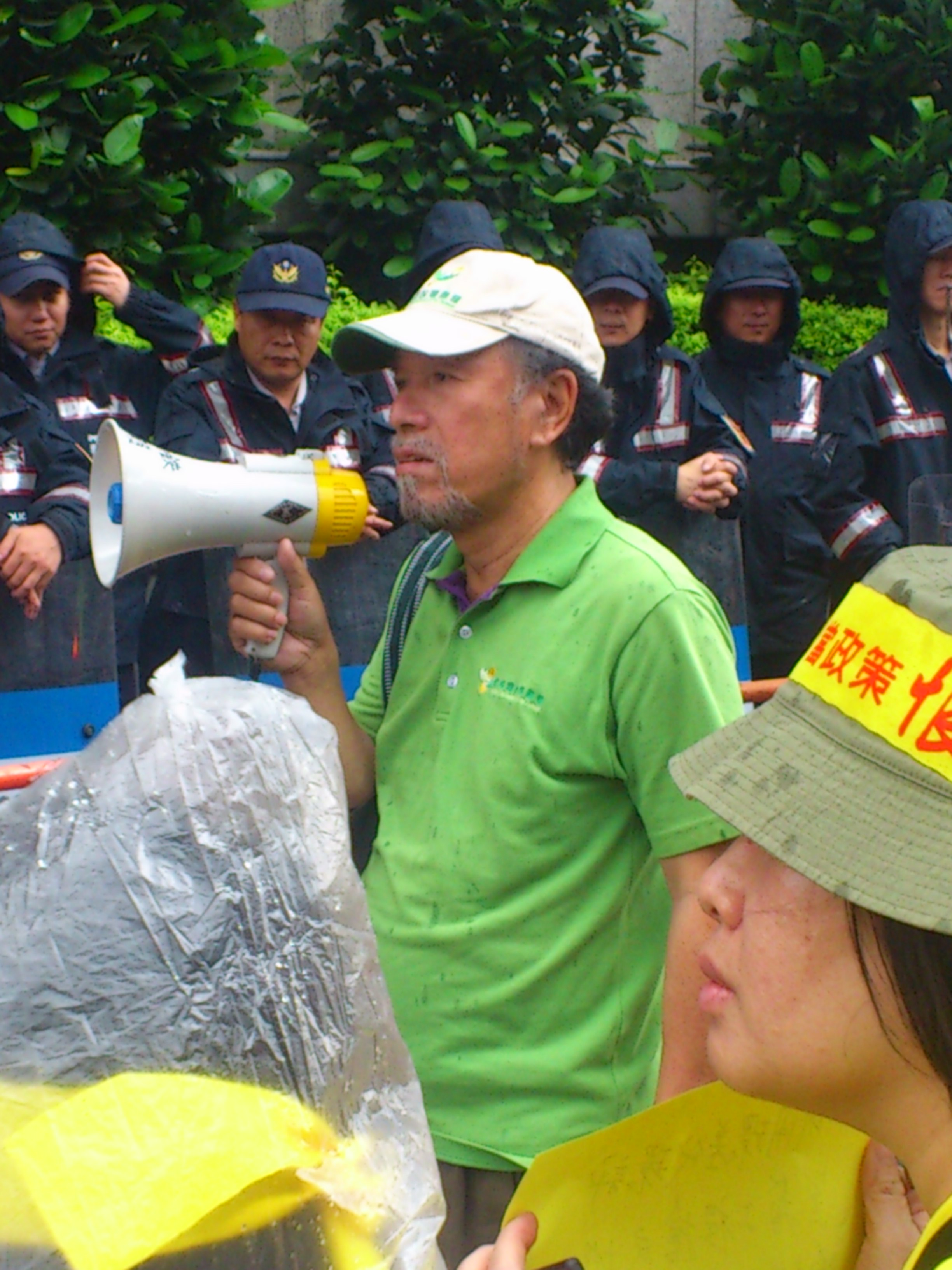
聲援反台南鐵路東移自救會

2014年5月12日，反台南鐵路東移自救會到交通部遞交陳情書，蔡丁貴到場聲援並質疑臺南市區鐵路地下化計畫「既然有公眾利益，為什麼要犧牲那麼多人的權利」。蔡丁貴說，公投護台灣聯盟不喜歡抗爭，但「沒有公義，一定會抗爭」，即使民進黨執政也一樣，公投盟一定與反台南鐵路東移自救會站在一起。
2017年3月15日，臺南市區鐵路地下化計畫C214標「南臺南站路段地下化工程」開工動土典禮，反台南鐵路東移全線自救聯合會等團體到場抗議，卻被交通部鐵路改建工程局、臺南市政府警察局與得標廠商大陸工程合力設下路障阻擋在會場數百公尺外。蔡丁貴前來聲援反台南鐵路東移全線自救聯合會，被警察拉上警車以後丟包奇美博物館，抨擊民進黨「從地方政府到中央政府，執政範圍越大越囂張，權力越大越驕傲」。蔡丁貴說，與財團勾結、得到國民黨過去的利益，不是臺灣獨立；政黨與民間團體應該要和弱勢站在一起，照顧弱勢人民的生活，這才是臺獨。

## 爭議

### 雙重國籍綠卡事件
蔡丁貴在美國求學期間被國民黨政府列入黑名單，無法返台被迫留在美國工作取得綠卡。解嚴後返台至台大任教，當時尤清入主臺北縣借調蔡丁貴到縣府擔任機要祕書兼國宅局局長，卻不到2個月時間，被《中國時報》記者揭露具雙重國籍，他卻因不願放棄美國籍，蔡丁貴為保留綠卡向尤清請辭重返台大任教。目前不知是否已聲請註銷美國國籍或放棄綠卡。

### 學術成績不如街頭 蔡丁貴延退遭台大拒絕
2014年6月12日，蔡丁貴延退遭台大拒絕。公投護台灣聯盟總召集人蔡丁貴堅持台獨建國，長期在立法院周邊搭建臨時建物表達立場。在318學運後蔡丁貴聲勢水漲船高，與此同時卻因屆65歲2014年7月底將從台大退休。他提出延後退休申請，遭到台大校級教評會駁回。
蔡丁貴申請延退一事在土木系引發討論。該所同事私下表示“蔡丁貴根本把街頭當正業，兼職在台大教書，這樣的做法不是一天兩天而是長期抗爭，對此土木系可以接受並通過他的延退申請，送到工學院教評會也同樣通過申請。直到校教評會才被擋下，真讓人覺得不可思議」。

### 退休優存18％事件
公投護台灣聯盟召集人蔡丁貴，2014年7月底將從台大土木工程學系退休，屆時蔡丁貴將擁有領取退休軍公教人員優惠存款(俗稱十八趴)資格。面對媒體詢問退休後領不領十八趴的問題時，蔡丁貴直率回答：「領十八趴是我的權益，跟其他人有什麼關係？」
蔡丁貴反對軍公教18%，自己卻依舊領18%，「個人拒領，並無助於改變整個制度…。」「沒有18%我就沒辦法來這裡了，我不只要用18%來反18%、還要用18%來推動台獨。」他自認如此，才是把18%發揮到最大的效益。。蔡丁貴退休後，符合領取18％的服務年資，優存的本金100萬元左右，每個月18％利息約1萬5千元，加上月退休金共約8萬多元。他強調，「自己若不領，還是被中國國民黨政府花掉…。」。
長年在街頭抗爭的蔡丁貴，民國1990年進入台大土木工程學系任教，截至2014年七月底為止，屆齡六十五歲退休年限。蔡丁貴曾在三一八太陽花學運前向台大提出延後退休申請，遭到校級教評會駁回後，打算提出兼任教授申請，但針對此一部份，台大方面表示尚未開會決議 。

### 自由台灣黨黨徽爭議事件
2015年初，蔡丁貴時任自由台灣黨黨主席，委任自由台灣黨 Free Taiwan Party 組織識別的設計師，與平面設計師蕭朝任、社群行銷/網站設計師蔡肯，進行使用者研究。2015年四月底，黨徽設計完成。2015年八月，黨部原辦公室團隊離職。設計團隊無預警被取消共筆權限且未收到任何通知，自由台灣黨無人主動與設計團隊討論設計版權移轉事宜。
2015年十一月底，黨徽設計師與前設計團隊原欲收回設計物自由使用之權利表達不滿。顧及選舉在即且不願傷害外界對獨左理念印象，接受自由台灣黨以雙方同意之新台幣三萬元，購買下識別設計的要求（指黨徽與設計規範的部分，未含旗幟、T-shirt與徽章）。
設計團隊聯合聲明：所得全數轉捐給同志友善與愛滋扶助組織「社團法人台灣露德協會」。設計團隊提出此著作權主張「絕對不是為了錢」，也「不奢求其公開道歉」，只期望任何一個政黨或組織裡的任何成員都能了解其責任和義務，在對原設計物進行重製或改作之前，必須釐清權利歸屬並給予創作者一份基本的尊重。
至今蔡丁貴與自由台灣黨仍未針對原設計物進行重製或改作之行為公開道歉。

### 燒國旗涉侮辱，移送地檢署偵處
2017年10月10日，獨派團體在凱道演出行動劇，再步行至自由廣場焚燒「中華民國殭屍」與國旗，表達對慶祝中華民國國慶的不滿。對於焚燒國旗的行為，中正一警察局表示，將依侮辱國旗罪將蔡丁貴等人送辦。

### 違建帳篷遭拆除事件
2018年3月23日前兩天，台北市建管處接獲民眾檢舉，帳篷是違法臨時建物，因為等不到公投盟的展延申請，2018年3月23日建管處下午拆除，現場爆發嚴重肢體衝突，自由台灣黨主席暨公投盟召集人蔡丁貴說，帳篷被拆可能跟他要參選台北市長有關。

#### 詳細經過
公投護台灣聯盟從2008年10月24日開始長期在立法院旁搭設臨時帳篷，至今已經有9年半。經民眾檢舉，3月20日該臨時帳篷被台北市建管處貼上公文，表示臨時建物違法，必須拆除。自由台灣黨主席暨公投盟召集人蔡丁貴還為了阻擋拆除作業，率領支持者與黨工與警方發生激烈拉扯爆發衝突。
自由台灣黨主席暨公投盟召集人蔡丁貴說，可能因為自己宣布要參選台北市長，造成柯文哲心理壓力，所以拆掉競選總部，更公開酸說柯文哲有大好的市政府大樓，還要拆小帳篷，這成什麼話？

#### 結尾
帳篷被拆，公投盟把矛頭指向台北市市長柯文哲。針對此言論建管處發新聞稿澄清，因公投盟一直到了23日還沒有提出展延申請，依《台北市展演臨時性建築管理辦法》第7條規定，如有擅自搭建或逾期未拆者，接獲檢舉就會馬上進行拆除。

### 主張梵蒂岡與中華民國斷交
2018年5月21日，公投護台灣聯盟召集人蔡丁貴公開主張梵蒂冈城国與中華民國斷交。

### 勇敢的台灣人國產疫苗三期實驗爭議事件
2021年6月3日蔡丁貴臉書呼籲勇敢的台灣人站出來，擺脫國際強權壓迫，組萬人志願軍，參與國產疫苗三期臨床試驗。平常許多民眾都拍胸脯保證自己多麼愛台灣，這個關鍵時刻是上防疫戰場第一線的時刻。隨後蔡丁貴臉書表示“自己的國家自己救，徵求參與疫戰最前線的守衛隊隊員”，“現在台灣缺少的是有人出面號召民眾參與國產疫苗第三期臨床實驗，願意承擔可能犧牲自己的風險”。
雖公開呼籲台灣人參與國產疫苗臨床實驗，蔡丁貴卻自爆已接種兩劑輝瑞疫苗不方便參加實驗。蔡丁貴自述在美國施打輝瑞疫苗經過：第一劑施打是在5月5日，到超市附設藥局施打，只需出示護照或駕照等身分證明，全程不到10分鐘；第二劑則是出示注射卡，在3週後施打完成，但特別的是因為上次身體有反應，因此護士小姐交代需要停留15分鐘，確認他沒不良反應才讓他離開。

## 譯作
| 年份 | 作者         | 書名                                                                                              | 出版社                 | ISBN                   |
| ---- | ------------ | ------------------------------------------------------------------------------------------------- | ---------------------- | ---------------------- |
| 2009 | 許淑［金岑］ | 《狗去豬來：二二八前夕美國情報檔案解密》英文原書名: Americans In Formosa（1945-1947)              | 台北：前衛出版社       | ISBN 978-957-801-610-1 |
| 2010 | 吉恩·夏普    | 《自我解放：終結獨裁政權或其它壓迫的行動戰略規劃指南》 （页面存档备份，存于）                     | 台北：台灣基督長老教會 |                        |
| 2012 | 吉恩·夏普    | 《自我解放戰略規劃指南：終結獨裁政權或其他壓迫之行動》 （页面存档备份，存于）                     | 台北：台灣基督長老教會 |                        |
| 2013 | 吉恩·夏普    | 《自我解放戰略規劃指南：終結獨裁政權或其他壓迫之行動──啟動非暴力抗爭》 （页面存档备份，存于）     | 台北：台灣基督長老教會 |                        |
| 2013 | 吉恩·夏普    | 《自我解放戰略規劃指南：終結獨裁政權或其他壓迫之行動──戰略性的非暴力衝突》 （页面存档备份，存于） | 台北：台灣基督長老教會 |                        |
| 2013 | 吉恩·夏普    | 《自我解放戰略規劃指南：終結獨裁政權或其他壓迫之行動──社會權力與政治自由》 （页面存档备份，存于） | 台北：台灣基督長老教會 |                        |
| 2013 | 吉恩·夏普    | 《自我解放戰略規劃指南：終結獨裁政權或其他壓迫之行動──從獨裁走向民主》 （页面存档备份，存于）     | 台北：台灣基督長老教會 |                        |

## 外部連結
- 蔡丁貴的Facebook專頁
- 蔡丁貴部落格 （页面存档备份，存于）
- 吉恩·夏普 《自我解放》啟動非暴力抗爭漢文翻譯線上手冊 （页面存档备份，存于）

| 中華民國政府職務 | 中華民國政府職務                            | 中華民國政府職務 |
| ---------------- | ------------------------------------------- | ---------------- |
| 行政院           |                                             |                  |
| 前任： 張祖恩    | 環保署署長 代理 2005年4月25日－2005年6月7日 | 繼任： 張國龍    |